# Luzius Hold
Luzius Hold (* 29. April 1778 in Arosa, Kanton Graubünden; † 22. März 1852 in Chur) war ein Schweizer Pädagoge und Rektor.

## Leben und Werk
Luzius Hold wuchs in Arosa auf und verliess 1794 das elterliche Haus, um sich in Trimmis bei Pfarrer Ulrich Notegen für die Aufnahme in die evangelisch-rätische Synode vorzubereiten. Hold wechselte 1796 an die Mittelschule «Collegium philosophicum» in Chur. Diese wurde gegen Ende des 17. Jahrhunderts gegründet. Seine Lehrer waren Antistes Paul Kind, Pfarrer Grass und Peter Saluz, den Hold zeitlebens verehrte. 
Auf Saluz' Anraten und dank eines Stipendiums für mittellose protestantische Theologiestudenten studierte Hold ab 1797 an der Universität Halle bei Friedrich August Wolf. Dieser ernannte Hold zu seinem Fiskal und lud ihn zu sich nach Hause ein. Als Hold aufgrund von Unterernährung schwer an einem Nervenfieber erkrankte, überlebte er nur dank Wolfs Unterstützung. Als die bündnerischen Untertanengebiete 1797 an die Cisalpinische Republik fielen, forderte Saluz Hold auf, nach Hause zurückzukehren. Hold wollte jedoch sein Studium in Halle beenden. Saluz respektierte seinen Entscheid und unterstützte Hold finanziell.
Ab April 1802 unterrichtete Hold Griechisch und Latein am «Collegium philosophicum». Hold war ein Mitinitiator der evangelischen Kantonsschule in Chur. Aus theologischen Vorbehalten wurde Hold, der weder als Pietist noch als Atheist aus Halle zurückgekehrt war, weder als Rektor noch als Lehrer an die Schule gewählt. An seiner Stelle wurde Wilhelm Benjamin Gautzsch gewählt. Peter Saluz musste ad interim und wider Willen das Rektorat übernehmen. Dieses hatte er bis zu seinem Tod 1808 inne.
Hold unterrichtete in der Folge ab 1803 an der neu gegründeten Kantonsschule Aarau. Im gleichen Jahr wurde Hold Aktuar des Schuldirektoriums. Als die Bündner Kantonsschule in der Krise steckte, holte man Hold an die Schule. Von 1814 bis 1850 war er deren Rektor. Sein ehemaliger Schüler Heinrich Schällibaum wurde sein Nachfolger.
Hold war mit Franziska (Fanny), geborene Deuter (1792–1828) verheiratet. Ihre Kinder waren Hans Hold und Franziska. Diese heiratete 1846 Johann Bartholome Caflisch. Später heiratete Hold die aus Praden stammende Margaretha, geborene Lorenz.